# Penichrolucanus nicobaricus
Penichrolucanus nicobaricus es una especie de coleóptero de la familia Lucanidae.

## Distribución geográfica
Habita en las Islas Andamán y las Islas Nicobar (India).